# Télédamos
Dans la guerre de Troie, Télédamos est le fils de Cassandre et d’Agamemnon.
Il fut tué avec son frère Pélops par Egisthe et Clytemnestre.